# Fernando Rapallini
Parameter-Deta
Fernando Andrés Rapallini (* 28. April 1978 in La Plata, Buenos Aires) ist ein ehemaliger argentinischer Fußballschiedsrichter. Von 2014 bis 2024 stand er auf der FIFA-Liste und kam in dieser Funktion zu Spielleitungen bei der EURO 2021 und der WM 2022.

## Werdegang
Rapallini begann seine Schiedsrichterkarriere 2001.
Seit 2011 leitet Rapallini Spiele der Primera División, der höchsten argentinischen Spielklasse. Höhepunkte seiner nationalen Laufbahn beinhalten die Leitung der Endspiele um den Argentinischen Fußballpokal 2017 und 2022, den Argentinischen Supercup 2013 und 2018 sowie um die einzige Ausgabe der Trofeo de Campeones de la Superliga Argentina 2019.
Seit seiner Berufung auf die FIFA-Liste im Jahr 2014 ist er zur Leitung internationaler Partien berechtigt. Sein internationales Debüt gab er im März 2015 bei einer Vorrundenpartie der U-17-Fußball-Südamerikameisterschaft 2015 zwischen Paraguay und Brasilien. Seinen ersten Einsatz bei einem A-Länderspiel verzeichnete er im Juni des gleichen Jahres bei einem Freundschaftsspiel zwischen Chile und El Salvador. 2019 wurde Rapallini erstmals für ein globales Fußballturnier berufen, bei der U-20-Fußball-Weltmeisterschaft 2019 in Polen leitete er zwei Partien der Gruppenphase. Auch in den südamerikanischen Vereinswettbewerben Copa Sudamericana und Copa Libertadores kommt Rapallini regelmäßig zum Einsatz. Im Februar 2020 wurde er mit der Leitung des Rückspiels um die Recopa Sudamericana 2020 (vergleichbar mit dem UEFA Supercup) zwischen Flamengo und Independiente del Valle betraut.
Für die Fußball-Europameisterschaft 2021 wurde er im Rahmen eines Kooperationsabkommens zwischen CONMEBOL und UEFA als einer von 19 Hauptschiedsrichtern nominiert. Im Gegenzug kam der Spanier Jesús Gil Manzano bei der Copa América 2021 zum Einsatz. Rapallini ist der erste Südamerikaner und erst der zweite Nicht-Europäer überhaupt (nach Gamal al-Ghandour bei der EM 2000), der Spiele einer Fußball-Europameisterschaft leitete, darunter auch den Schweizer Achtelfinalerfolg gegen Frankreich.
Im Mai 2022 nominierte ihn der Weltverband als einen von 36 Hauptschiedsrichtern, die bei der Fußball-Weltmeisterschaft 2022 zum Einsatz kommen sollen. Ihm assistierten, wie schon bei der EM, Juan Pablo Belatti und Diego Bonfá. Das Gespann kam zu insgesamt drei Spielleitungen, darunter beim sportlich und politisch brisanten Aufeinandertreffen zwischen Serbien und der Schweiz am letzten Vorrundenspieltag sowie bei einem Achtelfinale.
Nach seinem Ausscheiden von der FIFA-Liste Ende 2023 war er von 2024 bis 2025 für sieben Monate als Schiedsrichterberater und -coach für den Verband der Vereinigten Arabischen Emirate tätig. Im Mai 2025 gab Rapallini sein Karriereende als aktiver Schiedsrichter bekannt. Stattdessen übernimmt er eine Tätigkeit in der nationalen Schiedsrichterdirektion des Argentinischen Fußballverbandes.

### Einsätze bei der Fußball-Europameisterschaft 2021
| Phase        | Datum         | Spielort | Heimmannschaft | Gastmannschaft | Ergebnis                        |
| ------------ | ------------- | -------- | -------------- | -------------- | ------------------------------- |
| Gruppenphase | 17. Juni 2021 | Bukarest | Ukraine        | Nordmazedonien | 2:1 (2:0)                       |
| Gruppenphase | 22. Juni 2021 | Glasgow  | Kroatien       | Schottland     | 3:1 (1:1)                       |
| Achtelfinale | 28. Juni 2021 | Bukarest | Frankreich     | Schweiz        | 3:3 n. V. (3:3, 0:1), 4:5 i. E. |

### Einsätze bei der Fußball-Weltmeisterschaft 2022
| Phase        | Datum         | Spielort  | Heimmannschaft | Gastmannschaft | Ergebnis             |
| ------------ | ------------- | --------- | -------------- | -------------- | -------------------- |
| Gruppenphase | 23. Nov. 2022 | al-Chaur  | Marokko        | Kroatien       | 0:0                  |
| Gruppenphase | 2. Dez. 2022  | Doha      | Serbien        | Schweiz        | 2:3 (2:2)            |
| Achtelfinale | 6. Dez. 2022  | ar-Rayyan | Marokko        | Spanien        | 0:0 n. V., 3:0 i. E. |

## Persönliches
Neben seiner Tätigkeit als Schiedsrichter arbeitet er in La Plata im familieneigenen Betrieb, der sich auf Poolbau spezialisiert hat.